# قره‌دلاق (قاخ)
قره‌دلاق (به لاتین: Qaradolaq) یک منطقه مسکونی در جمهوری آذربایجان است که در شهرستان قاخ واقع شده است. قره‌دلاق ۱۸۶ نفر جمعیت دارد.